# Oppenheimer (Mondkrater)

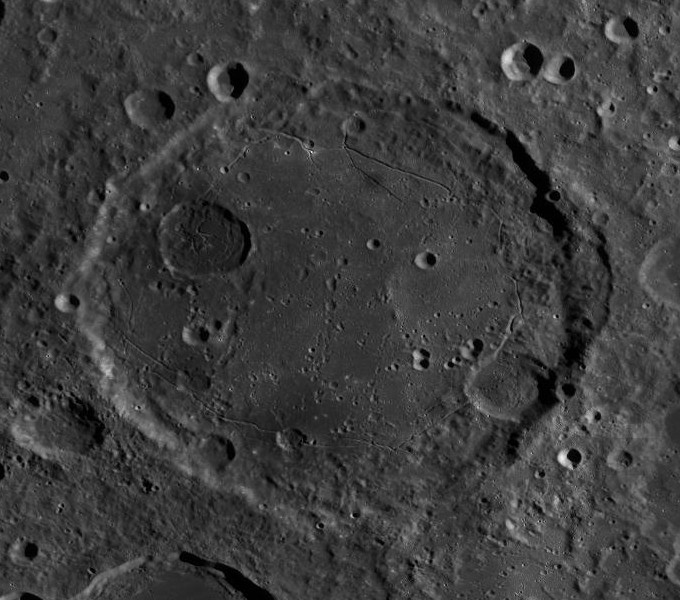
Oppenheimer (Mondkrater), 2010

Oppenheimer ist ein Krater, der auf der Mondrückseite liegt und mit einem Durchmesser von 201 Kilometern zu den größeren Mondkratern zählt. Der Krater wurde nach Robert Oppenheimer benannt.
| Buchstabe | Position            | Durchmesser | Link |
| --------- | ------------------- | ----------- | ---- |
| F         | 35,01° S, 160,71° W | 34 km       |      |
| H         | 36,81° S, 163,21° W | 31 km       |      |
| R         | 37,54° S, 170,43° W | 30 km       |      |
| U         | 34,58° S, 168,04° W | 37 km       |      |
| V         | 32,1° S, 173,05° W  | 29 km       |      |
| W         | 32,39° S, 169,16° W | 17 km       |      |